# Сан-Мигел (Вила-Франка-ду-Кампу)
Сан-Мигел (порт. São Miguel)  —  населённый пункт и район в Португалии,  входит в округ Азорские острова. Расположен на острове Сан-Мигел. Является составной частью муниципалитета  Вила-Франка-ду-Кампу. Население составляет 4047 человек на 2001 год. Занимает площадь 19,47 км².
Покровителем района считается Архангел Михаил (порт. São Miguel).